# 巴鲁古图
巴鲁古图（Barughutu），是印度贾坎德邦Hazaribag县的一个城镇。总人口21091（2001年）。

## 人口
该地2001年总人口21091人，其中男性11321人，女性9770人；0—6岁人口3271人，其中男1728人，女1543人；识字率69.70%，其中男性为76.70%，女性为61.59%。